# Nahkampfkanone 2
Nahkampfkanone 2 es un prototipo de cazatanques de diseño suizo.

## Historia
El casco y la superestructura fueron fabricados en acero fundido por Georg Fischer AG. La construcción del chasis fue realizada por Saurer en Arbon, el montaje del chasis de Berna en Olten y el diseño e instalación del cañón de K + W en Thun. El conductor, el comandante y el artillero horizontal se sentaban a la izquierda, el artillero vertical a la derecha y el cargador. El cañón estaba montado en una superestructura basada en el casco y tenía solo un arco transversal limitado, por lo que el vehículo entero tenía que girar sobre el blanco antes de que el cañón pudiera ser apuntado. El cañón del arma podía ser retraído para viajar.
Se planearon cuatro tipos diferentes (A1, A2, B1, B2), pero se fabricó un solo un prototipo que no vio servicio; solo se realizaron pruebas de conducción en Thun entre 1946 y 1947 para probar en el despliegue de tropas. El desarrollo se detuvo en 1947.
El prototipo está expuesto en el museo de tanques de Thun.